# UTC Open 2008
L'UTC Open 2008 è stato un torneo di tennis facente parte della categoria ATP Challenger Series nell'ambito dell'ATP Challenger Series 2008. Il torneo si è giocato a Čerkasy in Ucraina dal 1° al 7 settembre 2008 su campi in terra rossa e aveva un montepremi di $50 000+H.

## Vincitori

### Singolare
Olivier Patience ha battuto in finale  Denis Istomin con il punteggio di 6–2, 6–0

### Doppio
Michail Elgin /  Alexandre Krasnoroutsky hanno battuto in finale  Serhij Bubka /  Serhij Stachovs'kyj con il punteggio di 6–4, 7–5